# Massif du Mont Valier
Massif du Mont Valier este o arie protejată (arie de protecție specială avifaunistică — SPA) din Franța întinsă pe o suprafață de 15.616 ha, integral pe uscat.

## Localizare
Centrul sitului Massif du Mont Valier este situat la coordonatele 42°48′46″N 1°05′21″E / 42.81278°N 1.08917°E.

## Înființare
Situl Massif du Mont Valier a fost declarat arie de protecție specială avifaunistică în baza directivei 79/409 din 1979 referitoare la conservarea păsărilor sălbatice pentru a proteja 17 specii de animale.

## Biodiversitate
Situată în ecoregiunea alpină, aria protejată nu include niciun habitat protejat.
La baza desemnării sitului se află mai multe specii protejate de  păsări (17): minunița (Aegolius funereus), acvilă de munte (Aquila chrysaetos), buha (Bubo bubo), șerpar (Circaetus gallicus), erete vânăt (Circus cyaneus), ciocănitoare neagră (Dryocopus martius), șoim călător (Falco peregrinus), zăgan (Gypaetus barbatus), vulturul pleșuv sur (Gyps fulvus), Lagopus mutus pyrenaicus, sfrâncioc roșiatic (Lanius collurio), gaia neagră (Milvus migrans), gaia roșie (Milvus milvus), Perdix perdix hispaniensis, viespar (Pernis apivorus), Pyrrhocorax pyrrhocorax,  cocoș de munte (Tetrao urogallus).
Pe lângă speciile protejate, pe teritoriul sitului au mai fost identificate 3 specii de păsări, 6 specii de mamifere, 1 specie de nevertebrate, 1 specie de reptile.